# Amphipogon sericeus
Amphipogon sericeus är en gräsart som först beskrevs av Joyce Winifred Vickery, och fick sitt nu gällande namn av Terry Desmond Macfarlane. Amphipogon sericeus ingår i släktet Amphipogon och familjen gräs. Inga underarter finns listade i Catalogue of Life.